# Dolichopus bolsteri
Dolichopus bolsteri är en tvåvingeart som beskrevs av Van Duzee 1921. Dolichopus bolsteri ingår i släktet Dolichopus och familjen styltflugor.
Artens utbredningsområde är Newfoundland. Inga underarter finns listade i Catalogue of Life.